# Droxicam
El droxicam es un medicamento antiinflamatorio no esteroideo, miembro de la familia de oxicames, indicado para el alivio de los síntomas de artritis reumatoide, osteoartritis, dolor menstrual primario y dolor posoperatorio. El droxicam es un profármaco del piroxicam, por lo que el mecanismo por el cual disminuye el dolor asociado a estas inflamaciones reumáticas puede estar relacionado con la capacidad del fármaco de inhibir la síntesis de prostaglandinas. 

## Farmacología
La transformación del droxicam al piroxicam, su metabolito activo, ocurre en el tracto gastrointestinal, de modo que no se detectan niveles de droxicam en el plasma sanguíneo con la administración oral del medicamento. La farmacología de ambos medicamentos no ha mostrado diferencias estadísticamente significativas.
La velocidad de absorción del droxicam puede verse modificada con una alteración en el vaciamiento gástrico, pero su biodisponibilidad suele permanecer inalterada.